# Paleosepharia
Paleosepharia es un género de escarabajos de la familia Chrysomelidae. El género fue descrito inicialmente en 1936 por Laboissiere. Habita en Indochina. Esta es la lista de especies que corresponde a este género:
- Paleosepharia antennata Mohamedsaid, 2000
- Paleosepharia basituberculata Chen & Jiang, 1984
- Paleosepharia castanoceps Chen & Jiang, 1984
- Paleosepharia caudata Chen & Jiang, 1984
- Paleosepharia costata Jiang, 1990
- Paleosepharia costata Takizawa & Basu, 1987
- Paleosepharia fulva Kimoto, 1989
- Paleosepharia fusiformis Chen & Jiang, 1984
- Paleosepharia gongshana Chen & Jiang, 1986
- Paleosepharia haemorrhoidalis Medvedev, 2001
- Paleosepharia humeralis Chen & Jiang, 1984
- Paleosepharia jambuica Mohamedsaid, 1996
- Paleosepharia jsignata Chen & Jiang, 1984
- Paleosepharia kubani Medvedev, 2004
- Paleosepharia lamrii Mohamedsaid, 1999
- Paleosepharia legenda Mohamedsaid, 1996
- Paleosepharia lineata Mohamedsaid, 2000
- Paleosepharia lingulata Chen & Jiang, 1984
- Paleosepharia malayana Mohamedsaid, 1996
- Paleosepharia marginata Medvedev, 2001
- Paleosepharia marginata Mohamedsaid, 1996
- Paleosepharia membranaceus Medvedev, 2001
- Paleosepharia nigricollis Kimoto, 1989
- Paleosepharia orbiculata Chen & Jiang, 1984
- Paleosepharia palawana Medvedev, 2004
- Paleosepharia persimilis Kimoto, 1989
- Paleosepharia piceipennis Kimoto, 1989
- Paleosepharia quercicola Chen & Jiang, 1984
- Paleosepharia reducta Medvedev, 2001
- Paleosepharia rompinica Mohamedsaid, 1996
- Paleosepharia rubromarginata Medvedev, 2001
- Paleosepharia scutellaris Kimoto, 1989
- Paleosepharia tibialis Chen & Jiang, 1984
- Paleosepharia tomokunii Kimoto, 1983
- Paleosepharia truncatipennis Chen & Jiang, 1984
- Paleosepharia unicolor Kimoto, 1989
- Paleosepharia verticalis Chen & Jiang, 1984
- Paleosepharia vietnamica Medvedev, 2004
- Paleosepharia zakrii Mohamedsaid, 1996